# 91 a.C.
Il 91 a.C. (XCI a.C. in numeri romani) è un anno  del I secolo a.C.

## Eventi
- A Roma Livio Druso, tribuno della plebe, propone la piena cittadinanza a tutti gli Italici. La sua uccisione provocò lo scoppio della Guerra Sociale
- A Roma sono consoli Sesto Giulio Cesare, zio paterno di Gaio Giulio Cesare, e Lucio Marcio Filippo
- Nel modenese si verifica un violento terremoto

## Nati
- 12 febbraio - Gaio Vibio Pansa, politico romano († 43 a.C.)

## Morti
- 19 settembre - Lucio Licinio Crasso, oratore romano (n. 140 a.C.)
- Aderbale, principe
- Marco Livio Druso, politico romano (n. 124 a.C.)
- Quinto Cecilio Metello Numidico, politico romano
- Mitridate II di Partia, sovrano